# Aderus clavicornis
Aderus clavicornis é uma espécie de inseto besouro da família Aderidae. Foi descrita cientificamente por George Charles Champion em 1917.

## Distribuição geográfica
Habita nas Seychelles.